# Floris (film)
Floris is een Nederlandse film uit 2004 van Jean van de Velde met in de hoofdrollen Michiel Huisman en Birgit Schuurman.
Het scenario van de film werd geschreven door Gerard Soeteman en is geïnspireerd op de gelijknamige tv-serie uit 1969 waarvoor Soeteman ook het scenario leverde. In de film zijn beelden uit de originele serie te zien van Rutger Hauer en Jos Bergman die de rollen vertolkten van Floris en Sindala.
De film beleefde zijn perspremière op 13 december 2004, en was vanaf 16 december in de bioscopen te zien. Het budget bedroeg vijf miljoen euro en er kwamen 145.732 bezoekers naar de bioscoop. Aanvankelijk kwamen er weinig mensen naar de bioscoop, maar tijdens de kerstvakantie 2004 kreeg de film de status 'Gouden film' toen de grens van 100.000 bezoekers werd bereikt.

## Verhaal
De kleinzoon van de legendarische ridder Floris van Rosemondt, heet ook Floris maar is allesbehalve een ridder. Hij wil acteren en laat zijn vader weten dat hij geen interesse heeft in een militaire carrière. Vader van Rosemondt is de generaal van de hertog van Bourgondië en bevecht al jaren de hertogin van Gelre. De jonge hertog heeft besloten dat zijn volk recht heeft op brood en boter, maar heeft daardoor even geen geld voor kanonnen en kruit. Hij heeft er alle vertrouwen in dat zijn trouwe generaal het wel zal redden met behulp van een pas verworven relikwie, een originele nagel uit het kruis van Christus. Volgens de overlevering maakt het relikwie degene die het draagt onkwetsbaar. Om de hertogin van Gelre te misleiden is het kleinood naar het hof van Bourgondië gesmokkeld in de aars van een paard, terwijl de hertogin een vals exemplaar in handen is gespeeld. Als de vader van Floris de opdracht krijgt het relikwie te vervoeren laat hij het in een kaas verstoppen, maar door een ongelukkig toeval wordt de partij kaas verkocht aan de hertogin van Gelre voor haar kerstpakketten. De jonge Floris wordt intussen ontvoerd door soldaten van Gelre die hem willen ruilen voor het relikwie. Het Chinese meisje Pi, van het toneelgezelschap van Floris, helpt hem ontsnappen. Floris biedt zijn vader aan om hem te helpen het relikwie terug te halen, maar die wil er niets van horen. Daarom beginnen Floris en Pi hun eigen zoektocht en gaan achter de kazen aan. Zo ontmoeten ze de dochter van Grote Pier, kleine Pier, de sergeant junior en de jonge Maarten van Rossum en steeds blijkt de heilige nagel niet in de kaas te zitten. Uiteindelijk weten ze in het kasteel van de hertogin van Gelre te komen en het relikwie te achterhalen.

## Rolverdeling
- Michiel Huisman - Floris van Rosemondt
- Birgit Schuurman - Pi
- Daan Schuurmans - van Rossum jr.
- Victor Löw - Floris sr.
- Loes Wouterson - Jacoba
- Linda van Dyck - Hertogin van Gelre
- Henk Poort - Sergeant sr.
- Kees Boot - Sergeant jr.

## Voorgeschiedenis
In 1969 was de televisieserie Floris een groot succes op de Nederlandse televisie. De kosten van het project waren echter enorm en regisseur Paul Verhoeven ging zo ver over het budget dat men terugschrok voor een vervolg. In de jaren daarna bleven plannen voor een vervolg of een film terugkomen zonder ooit tot een resultaat te leiden. Begin deze eeuw schreef scenarist Gerard Soeteman een scenario voor een speelfilm over Floris. In de VS waren al verscheidene films gemaakt over legendarische tv-series uit de jaren zestig en zeventig van de twintigste eeuw, zoals Mission Impossible en Charlie's Angels. De tijd leek rijp voor eenzelfde film in Nederland. Voor de regie werd Johan Nijenhuis aangezocht, maar die was al bezig met een tv-serie. Jean van de Velde werd zijn vervanger en hij ging samen met Soeteman het scenario bewerken. Dit was nodig geworden omdat acteur Rutger Hauer weigerde mee te werken aan de film. Het oorspronkelijke scenario zou gaan over een confrontatie tussen de oorspronkelijk Floris van Rosemondt uit de serie en diens zoon, Floris jr. Maar Hauer zag niets in het scenario dat voor hem een uitdaging bevatte en, volgens geruchten, omdat hij bang was dat zijn carrière in Hollywood er door geschaad zou worden. Omdat Hauer niet meedeed en het verhaal veranderde, verdwenen ook de geplande rollen van Diana Dobbelman (gravin Ada in de televisieserie) en Hans Boskamp (Lange Pier). De film ging zich nu concentreren op de avonturen van de kleinzoon van de oorspronkelijke Floris. Inspiratie voor het scenario kwam uit de laatste aflevering van de tv-serie, de Byzantijnse Beker, over een relikwie dat zieken zou genezen.

## Acteurs
Voor de invulling van de rol van Floris was het even zoeken. Antonie Kamerling en Daan Schuurmans leken aanvankelijk hoge ogen te gooien, maar vielen af. Jean van de Velde bekeek vervolgens het potentieel van acteurs Cas Jansen, Barry Atsma, Johnny de Mol, Bastiaan Ragas en Mattijn Hartemink. Terwijl de verantwoordelijke voor de audities Job Gosschalk aankwam met Sander Foppele, Winston Post en Matijs Jansen. In juni 2003 werd bekend dat acteur Michiel Huisman was uitverkoren. Hij won nipt van Waldemar Torenstra en Johnny de Mol. Voor de rol van de Chinese acrobate, Pi, deed zowat iedere jonge Nederlandse actrice met een enigszins exotisch uiterlijk auditie. Uiteindelijk wisten Jennifer de Jong, Nadja Hüpscher en de twee zusjes Katja en Birgit Schuurman bij de laatste vier te komen. De rol ging uiteindelijk naar zangeres Birgit Schuurman. Victor Löw werd gecast als vader Floris en nadat Van de Velde de rol van de hertog van Gelre had gewijzigd in die van de hertogin van Gelre werd Linda van Dyck gecast.

## Productie
De film werd opgenomen op diverse locaties, zoals het Kasteel de Haar bij Haarzuilens en Pampushout bij Almere. De opnames in de bossen liepen in augustus 2003 vast vanwege de droogte. Van Staatsbosbeheer mochten geen vuren gestookt worden of kanonnen worden afgeschoten, omdat de vonken bosbranden konden veroorzaken. Na enige tijd mocht er weer gefilmd worden.
In de film speelt Daan Schuurmans de jonge Maarten van Rossum. Dit personage heeft een verschrikkelijke hekel aan de jonge Floris. Van de Velde besloot een reden te geven voor deze haat, het personage Van Rossum is verliefd op Floris, maar omdat homoseksualiteit is verboden in de Middeleeuwen, kan hij dit niet uiten en wil hij Floris doden. Dit komt in de film zelf niet expliciet naar buiten, maar gaf Schuurmans een motivatie. Van de Velde 'leende' deze motivatie van regisseur William Wyler die voor de film Ben-Hur (1959) tegen acteur Stephen Boyd zei dat zijn personage Messala verliefd is op Ben-Hur. Alleen mocht acteur Charlton Heston (Ben-Hur), bekend om zijn afkeer van homoseksuelen, dit niet weten. Dus bleef de homoseksualiteit van Messala vooral zichtbaar onder de oppervlakte.

## Verwijzingen naar de moderne tijd
Van der Velde en Soeteman wilden een kinderfilm maken maar tegelijk ook de ouders die meekwamen iets meegeven. Om die reden zitten er verschillende grapjes in de film die verwijzen naar de moderne tijd:
- Floris speelt mee in de toneelproductie "Goede wind, slechte wind', een verwijzing naar de RTL-soap 'Goede tijden, Slechte Tijden';
- De jonge Floris scheldt zijn vader uit voor 'Floris Molenaar', een verwijzing naar de jaren zestig van de twintigste eeuw toen demonstranten de toenmalige president van de VS, Lyndon B. Johnson, uitmaakten voor 'Johnson Moordenaar'. Tijdens een proces vanwege het beledigen van het bevriend staatshoofd, zeiden ze dat ze 'Johnson Molenaar' had geroepen;
- Floris heeft het over het 'witte paardenplan' een verwijzing naar het 'witte fietsenplan' uit de jaren zestig van de twintigste eeuw van provo Luud Schimmelpennik;
- Een vrouw met het uiterlijk van Marilyn Monroe zingt de hertogin van Gelre toe met een verjaardagsliedje, een verwijzing naar Marilyn Monroe die president Kennedy toezingt;
- Pi vraagt verbaasd waarom de hennep wel wordt geoogst, maar niet gerookt. "Hennep? Hier roken we paling...", wordt in de film gezegd;
- Een aantal gevangenen protesteert tegen het opsluiten van meer gevangenen in een cel. Ten tijde van het uitbrengen van de film was dit door het cellentekort een actueel onderwerp.

## Middeleeuwen in beeld
De tv-serie van Floris uit 1969 was door scenarist Gerard Soeteman geplaatst tegen de achtergrond van de zogenaamde Gelderse Oorlogen (1502-1543) tussen voornamelijk Holland, Vlaanderen en Brabant onder leiding van de Habsburgse vorsten van de Bourgondische Nederlanden aan de ene kant en Gelre, Groningen en de Ommelanden en Friesland, onder leiding van hertog Karel van Gelre aan de andere kant. De tv-serie speelt zich af het begin van dit conflict (1502-1506). Hertog Filips de Schone (overleden in 1506) is de leider van de Bourgondische partij. Dit plaatst de serie op het randje van de Middeleeuwen (500-1500). Maar door het opvoeren van Maarten van Rossum en Grote Pier klopt die datering ook niet. Beide mannen waren veel later actief, toen Filips de Schone allang was overleden. Historicus R. de Graaf schreef over deze onnauwkeurigheden in 2004 in het boek 'De waarheid over Floris'. Het blijkt dat de historische betrouwbaarheid van zowel serie als film nogal dun is. Daar waar de tv-serie, ondanks de nodige onnauwkeurigheden, nog enigszins overeind blijft, daar zakt de film totaal door zijn hoeven. Het lijkt er op dat Jean van de Velde met het omgooien van het scenario ook alle historische achtergrond heeft losgelaten en van de film meer een fantasyverhaal heeft gemaakt. Er heeft nooit een hertogin leiding gegeven aan Gelre, er was geen kleine Pier of een Van Rossum jr.. Het fantasyidee blijkt ook wel uit de kleding, zo bestaat de lijfwacht van Van Rossum jr. uit vrouwen, bewapend met drietanden en gekleed in een soort lederen SM-kostuums. In het nawoord van 'De waarheid over Floris' geeft Van de Velde ook volmondig toe dat zijn film weinig met de echte middeleeuwen heeft te maken en dat hij gewoon een film heeft gemaakt gebaseerd op de tv-serie zonder verdere pretenties.